# Nieuport-Dunne D-8

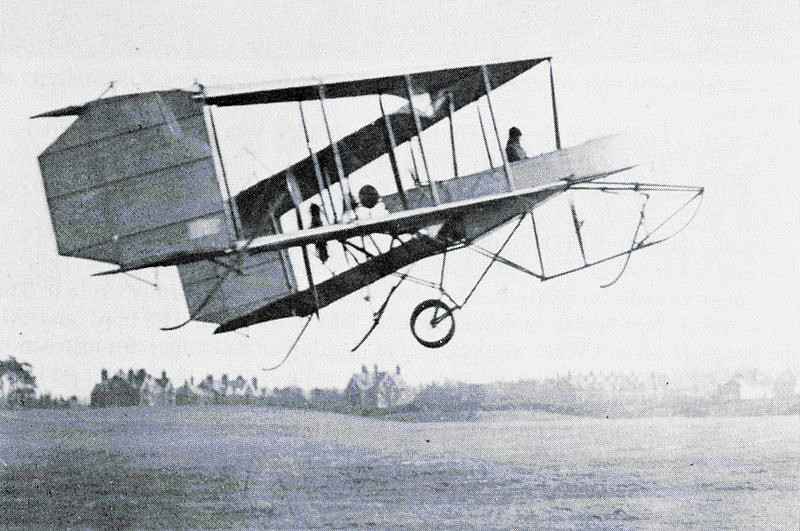
Dunne D8

Die Nieuport-Dunne D-8 war ein französisches Militärflugzeug.
Im Jahre 1909 entwickelte der britische Flugpionier John William Dunne, damals Kommandeur einer britischen Drachenballon-Abteilung, einen sechsstieligen Doppeldecker mit einem gepfeilten Flügel zur Erreichung eines sehr stabilen Fluges. Im Jahr 1911 überarbeitete er den Entwurf zu einer schwanzlosen Ausführung. Das Muster wurde in Großbritannien von der Blair Atholl Flugzeuggesellschaft gebaut, für Frankreich erwarb Nieuport die Lizenz und baute die Maschine 1913 als Nieuport-Dunne D-8.
Insgesamt fand der Typ aber keine weite Verbreitung.

## Technische Daten Nieuport-Dunne D-8
|                        |                                                                     |
| Kenngröße              | Daten                                                               |
| Länge:                 | 6,80 m                                                              |
| Flügelspannweite:      | 14,80 m                                                             |
| Flügelfläche:          | 50,00 m²                                                            |
| Triebwerk:             | ein luftgekühlter 7-Zylinder-Umlaufmotor Gnome, 85 PS Startleistung |
| Höchstgeschwindigkeit: | 95 km/h                                                             |
| Reichweite:            | 250 km                                                              |
| Besatzung:             | 2 Mann                                                              |

Siehe auch: Liste von Flugzeugtypen